# VfB Kamenz
VfB Kamenz was een Duitse voetbalclub uit de stad Kamenz, Saksen.

## Geschiedenis
In 1926 wonnen ze eindelijk de titel en plaatsten zich zo voor de Midden-Duitse eindronde. De club verloor meteen van Dresdner SC.

## Erelijst
Kampioen Opper-Lausitz
1926